# Asociación del Fútbol Argentino

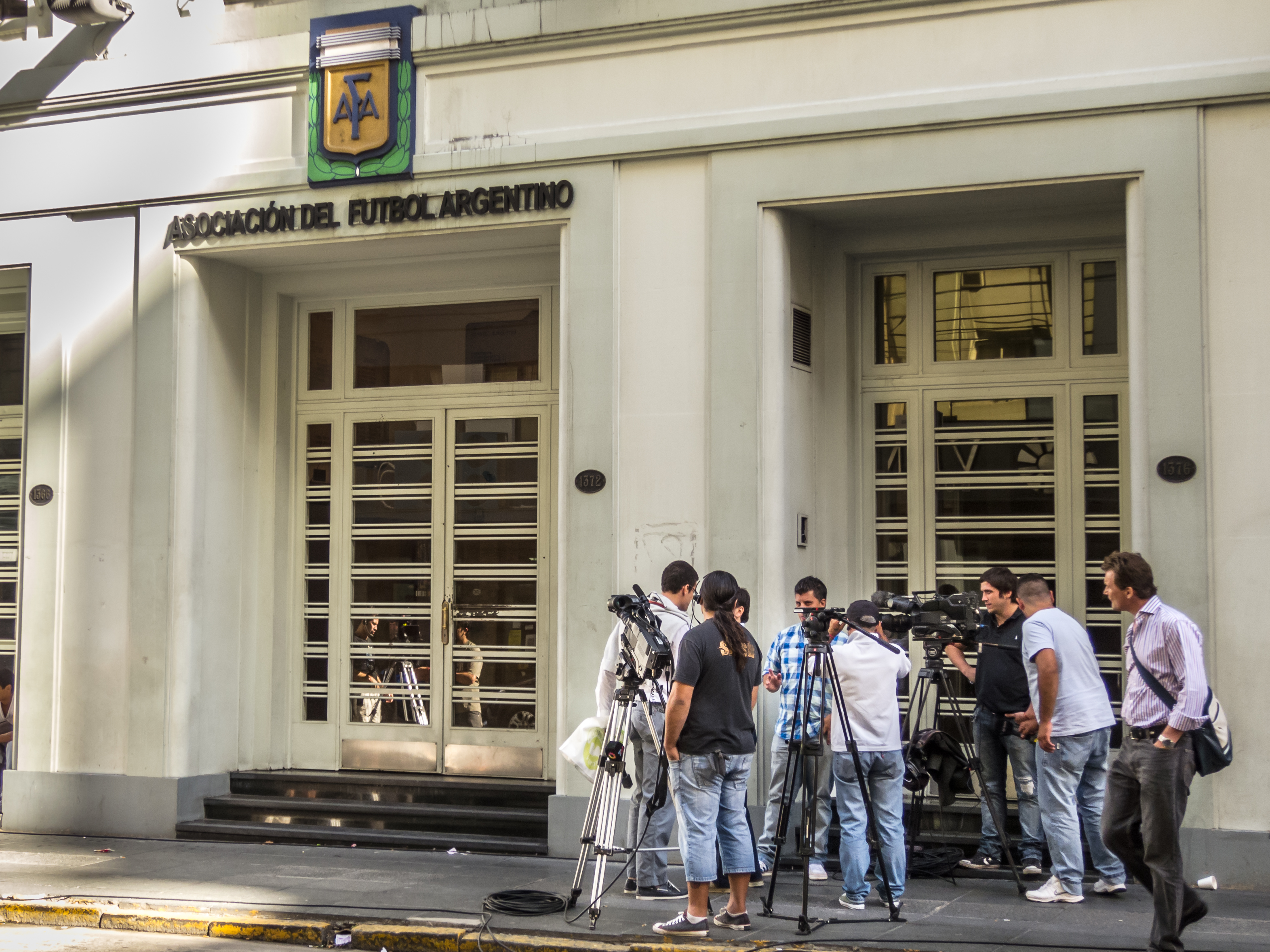

Die Asociación del Fútbol Argentino (AFA) ist der offizielle Fußballverband von Argentinien und wurde 1893 als Argentine Association Football League gegründet. Der Verband ist damit der erste Fußballverband Südamerikas und einer der ältesten nationalen Fußballverbände der Welt. Im Jahre 1912 wurde der Verband auch Mitglied der FIFA, seit 1916 ist er Mitglied der CONMEBOL. Seit 1934 trägt der Verband den heutigen Namen (1946 wurde nur noch die Schreibweise von Football nach Fútbol abgeändert).
Der Verband organisiert den nationalen Fußball, darunter die Primera División als höchste Liga des Landes, und die Nationalmannschaften, der nationale Pokal wurde 2011 nach jahrzehntelanger Unterbrechung wieder reaktiviert. Der AFA hat seinen Sitz in Buenos Aires. 
Der Verband war 1916 Gastgeber des ersten CONMEBOL Campeonato Sudamericano, der Südamerikameisterschaft. Danach organisierte die AFA als Gastgeber bis heute noch acht weitere Auflagen dieses Turniers (1921, 1925, 1929, 1937, 1946, 1959, 1987 und 2011) und ist damit Rekordausrichter. Im Jahr 1978 war die AFA gastgebender Verband der FIFA Fußball-Weltmeisterschaft.
In seiner Geschichte hatte der Verband bisher 55 Präsidenten. Langjähriger Präsident des Verbandes war von 1979 bis zu seinem Tod am 30. Juli 2014 Julio Grondona. Aktueller Präsident ist seit 2017 Claudio Fabián Tapia.

## AFA-Wettbewerbe
- Primera División (Liste der argentinischen Fußballmeister)
- Copa Argentina
- Copa de la Liga Profesional
- Supercopa Argentina